# Maynard Wayne Glitman

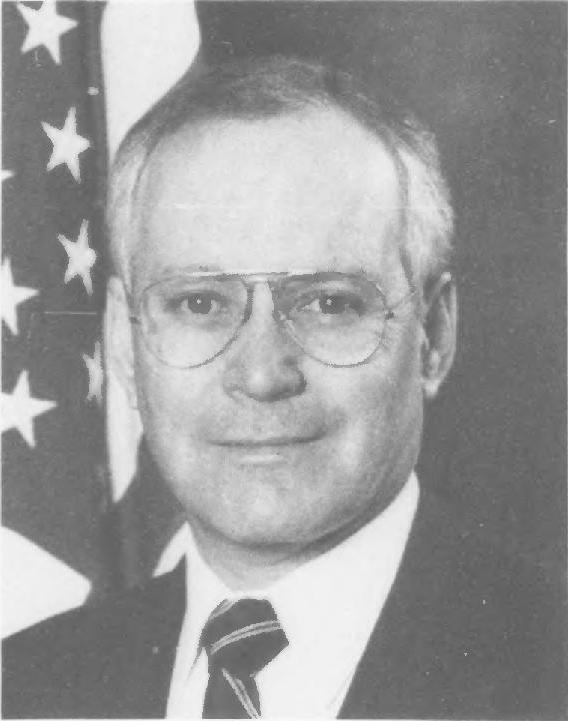

Maynard Wayne Glitman (* 8. Dezember 1933 in Chicago, Illinois; † 13. Dezember 2010 in Shelburne, Vermont) war ein US-amerikanischer Diplomat.

## Leben
Maynard Wayne Glitman Eltern sind Reada Kutok Klaas und Benjamin Glitman. Er heiratete 1956 G. Christine Asmundsen. Glitman besuchte die University of Illinois sowie die Fletcher School und wurde 1957 zur United States Army rekrutiert. Er trat in den auswärtigen Dienst der USA ein. Dort wurde er in der Abteilung internationale Finanzangelegenheiten beschäftigt. Von 1956 bis 1958 war Glitman an der US-Mission in Nassau als Wirtschaftsattaché akkreditiert. Er arbeitete von 1959 bis 1961 bei der Überwachung von Objekten und war in der Abteilung für Handel in der US-Mission in Ottawa akkreditiert. 1961 bis 1965 arbeitete er an Aufgaben im Bereich der Handelsbeziehungen unter dem US-Botschafter William Walton Butterworth und ließ sich an der University of California, Berkeley in Betriebswirtschaft fortbilden. 1965 wurde er in Washington in der Abteilung für Kanada eingesetzt. Von 1965 bis 1966 arbeitete er als Beamter in der Wirtschaftsabteilung zu den Themen Bankwesen und beriet die Vertretung der US-Regierung bei den Vereinten Nationen unter Arthur Goldberg in Wirtschaftsfragen. 1967 bis 1968 beschäftigte er sich mit dem Sechstagekrieg und der Frage der Anerkennung Taiwans. Im National Security Council beriet er zu den Themen Wirtschaft und Westeuropa. Von 1968 bis 1973 war in Paris an der Botschaft bei Arthur K. Watson akkreditiert und war mit Henry Kissinger an den Pariser Friedensverhandlungen beteiligt.
In seinen Zuständigkeitsbereich fielen Aufgaben der NATO und Überflugrechte der Lockheed U-2. Von 1973 bis 1976 beriet er in Washington die Außenhandelspolitik der US-Regierung. Er wurde zum stellvertretenden Unterstaatssekretär befördert und beriet zur Preisentwicklung auf dem Erdölmarkt. Er wechselte in das Ressort des Verteidigungsministeriums der Vereinigten Staaten und wurde Stellvertreter des Assistenten des Verteidigungsministers und war von 1976 und 1977 Deputy Chief of Mission in NATO-Hauptquartier in Brüssel.
Von 1977 bis 1981 war er mit Aufgaben aus den Bereichen Rote Armee, Nordatlantikrat, Organisation für Sicherheit und Zusammenarbeit in Europa und langfristige Verteidigungsstrategien, Atomwaffensperrvertrag unter Botschafter William Tapley Bennett Verhandlungen mit der Sowjetunion, in Genf. Von 1981 bis 1984 fungierte er als Stellvertreter von Paul Nitze bei den Verhandlungen zum INF-Vertrag. 
Glitman war im Sommer 1982 am Waldspaziergang-Kompromiss von Nitze und Juli Kwizinski beteiligt. Der Waldspaziergang-Kompromiss konnte Richard Perle nicht vermittelt werden. Ebenso war Glitman an Rüstungskontrollversuchen mit den klingenden Titeln Freeze Now, Short-Range Intermediate Range Nuclear Forces (SRINF) beteiligt. 1983 war Glitman in Brüssel in der Redaktion des Berichtes der NATO Special Consultative Group (SCG): Progress report on Intermediate-range Nuclear Forces (INF). Während des Korean-Airlines-Fluges 007 saß Glitman in leitender Funktion im NATO-Hauptquartier. Glitman verhandelte über Ground Launched Cruise Missile System (landgestützte Marschflugkörper). Am 22. Juni 1988 ernannte Ronald Reagan, Glitman zu seinem Botschafter bei Baudouin I. Glitman legte seinen Akkreditierungsschreiben am 28. September 1988 bei der Regierung von Belgien vor und verließ seinen Posten am 17. Juni 1991
1994 wurde Glitman Dozent für politische Wissenschaften an der University of Vermont.

## Veröffentlichungen
- US Policy in Bosnia: Rethinking a Flawed Approach
- The last battle of the Cold War: an inside account of negotiating the Intermediate Range Nuclear Forces Treaty, 2006